# Lovettsville (Virginia)
Lovettsville es una localidad del Condado de Loudoun, Virginia, Estados Unidos. Según el censo de 2000 tenía una población de 853 habitantes y una densidad de población de 378.6 hab/km².

## Demografía
Según el censo de 2000, había 853 personas, 318 hogares y 229 familias residiendo en la localidad. La densidad de población era de 378,6 hab./km². Había 325 viviendas con una densidad media de 144,2 viviendas/km². El 95,66% de los habitantes eran blancos, el 2,46% afroamericanos, el 0,35% amerindios, el 0,59% asiáticos, el 0,70% de otras razas y el 0,23% pertenecía a dos o más razas. El 1,64% de la población eran hispanos o latinos de cualquier raza.
Según el censo, de los 318 hogares en el 40,6% había menores de 18 años, el 58,2% pertenecía a parejas casadas, el 9,1% tenía a una mujer como cabeza de familia y el 27,7% no eran familias. El 24,8% de los hogares estaba compuesto por un único individuo y el 10,1% pertenecía a alguien mayor de 65 años viviendo solo. El tamaño promedio de los hogares era de 2,68 personas y el de las familias de 3,19.
La población estaba distribuida en un 29,4% de habitantes menores de 18 años, un 6,1% entre 18 y 24 años, un 33,1% de 25 a 44, un 21,8% de 45 a 64 y un 9,6% de 65 años o mayores. La media de edad era 35 años. Por cada 100 mujeres había 89,6 hombres. Por cada 100 mujeres de 18 años o más, había 85,2 hombres.
Los ingresos medios por hogar en la localidad eran de 58.942 dólares ($) y los ingresos medios por familia eran 63.750 $. Los hombres tenían unos ingresos medios de 49.545 $ frente a los 34.896 $ para las mujeres. La renta per cápita para la ciudad era de 26.098 $. El 2,9% de la población y el 0,0% de las familias estaban por debajo del umbral de pobreza. El 5,9% de los habitantes de 65 años o más vivían por debajo del umbral de pobreza.

## Geografía
Según la Oficina del Censo de los Estados Unidos, la localidad tiene un área total de 2,3 km², todos ellos correspondientes a tierra firme.